# Tex Ritter
Tex Ritter, geboren als Woodward Maurice Ritter (Murvaul, 12 januari 1905 - Nashville, 2 januari 1974), was een Amerikaanse country-zanger en acteur.

## Jeugd
Tex Ritter groeide op als jongste van zes kinderen op een ranch in Beaumont (Texas). Hij was een opmerkelijk goede leerling, nam zangonderricht en leerde meerdere instrumenten te bespelen. Hij ging rechten studeren, maar brak deze opleiding voortijdig af om zijn geluk als acteur te beproeven in New York. In 1931 kreeg hij een rol in de Broadway-musical Green Grow the Lilacs. Hij speelde een cowboy en zong enkele liederen. Gelijktijdig presenteerde hij bij de radio meerdere cowboy-programma's. Ook hier kreeg hij gelegenheid voor zijn muzikale presentatie.

## Carrière
Tijdens deze periode vierde Gene Autry als zingende cowboy zijn eerste successen en Hollywood zocht verdere vertolkers. Tex Ritter werd in 1936 voor de film Song of the Gringo gecontracteerd. Het publiek was enthousiast van de nieuwe ster en Ritter werd na Autry en Roy Rogers de derde zingende cowboy van de filmindustrie. In een lopende band-procedure werden verdere B-westerns geproduceerd. Tot 1945 trad hij op in meer dan 30 films. Dankzij zijn grote populariteit verkochten zijn platen ook zeer goed. Met I'm Wasting My Tears On You lukte hem in 1944 een nummer 1-hit. Een jaar later herhaalde hij het succes met You Two-Timed Me One Time Too Often.
Aan het eind van de jaren 1940 was de tijd van de zingende cowboys definitief voorbij. Tex Ritter was echter als zanger verder succesvol. In 1953 werd de door Ritter gezongen titelsong Do Not Forsake Me Oh My Darlin' van de western High Noon onderscheiden met een Grammy Award en een Academy Award (Oscar voor de beste song). Tijdens de jaren 1950 presenteerde Ritter zijn eigen tv-show Tex Ritter's Ranch Party, waarin bekende persoonlijkheden van het toenmalige countrycircuit als Skeets McDonald, Johnny Cash en Joe Maphis te gast waren. In 1961 had hij met I Dreamed Of A Hill-Billy Heaven zijn laatste grote hit. Twee jaar later werd hij president van de CMA. In 1965 verhuisde hij naar Nashville en sloot zich aan bij de Grand Ole Opry. In 1970 stelde hij zich kandidaat voor de Senaat.
In 1964 werd hij opgenomen in de Country Music Hall of Fame.

## Privéleven en overlijden
In 1941 trouwde hij met de actrice Dorothy Fay. Hun gezamenlijke zoon John Ritter werd een bekende film- en televisie-acteur. Zijn kleinzoon Jason Ritter is eveneens acteur. Tex Ritter overleed in januari 1974 op 68-jarige leeftijd aan hartfalen.

## Discografie
- 1942: Jingle Jangle
- 1944: Jelous Heart
- 1944: I'm Wasting My Tears On You
- 1944: There's A New Moon Over My Shoulder
- 1945: You Two-Timed Me One Time Too Often
- 1945: You Will Have To Pay
- 1945: Green Grow The Lilacs
- 1948: Rock And Rye
- 1950: Daddy's Last Letter
- 1952: High Noon
- 1955: Wichita, (titelsong van de gelijknamige film)
- 1956: The Wayward Wind
- 1961: I Dreamed Of A Hill-Billy Heaven

## Filmografie
- 1936: Song Of The Gringo
- 1937: Tex Rides With The Boy Scouts
- 1937: Headin' For The Rio Grande
- 1937: Sing, Cowboy, Sing
- 1937: Trouble in Texas
- 1937: Arizona Days
- 1937: Mystery Of The Hooded Horsemen
- 1937: Hittin' The Trail
- 1938: Riders Of The Rockies
- 1938: Utah Trail
- 1938: Rollin' Plains
- 1938: Where The Buffalo Roam
- 1938: Frontier Town
- 1938: Starlight Over Texas
- 1939: Riders Of The Frontier
- 1939: Roll, Wagons, Roll
- 1939: Down The Wyoming Trail
- 1939: Westbound Stage
- 1939: Man from Texas
- 1940: Take Me Back To Oklahoma
- 1940: The Cowboy From Sundown
- 1940: Rainbow Over The Range
- 1940: The Golden Trail
- 1940: Rhythm Of The Rio Grande
- 1941: Riding The Cherokee Trail
- 1941: Roaring Frontiers
- 1943: Tenting Tonight On The Old Camp Ground
- 1943: Cheyenne Roundup
- 1943: Arizona Trail
- 1943: The Old Chisholm Trail
- 1944: Gangsters Of The Frontier
- 1944: Dead Or Alive
- 1944: Whispering Skull
- 1945: Three In The Saddle
- 1945: Marked For Murder
- 1945: Frontier Fugitives
- 1945: Flaming Bullets
- 1952: High Noon
- 1953: The Marshal's Daughter
- 1956: Country Western All-Stars
- 1972: The Nashville Sound

- Biblioteca Nacional de España: XX1538198
- Bibliothèque nationale de France: cb138990360 (data)
- Gemeinsame Normdatei: 121084922
- International Standard Name Identifier: 0000 0001 1880 1656
- Library of Congress Control Number: n85000637
- MusicBrainz: f7c029f2-c082-4aaf-bfd2-d75e762b78a9
- Nationale Bibliotheek van Tsjechië: xx0140831
- Nationale Bibliotheek van Israël: 987007349689005171
- SNAC: w6q81b2h
- Système universitaire de documentation: 158168143
- Virtual International Authority File: 100245483
- WorldCat: E39PBJbWqJgyKTgtFtYXQykbh3